# Aleks Frøland
Aleks. Frøland, Aleksander Frøland, född 9 oktober 1894 i Herning, död 11 oktober 1982, dansk bokhandlare och författare. Han har skrivit böcker om bokhandeln i Danmark och dess historia.

## Skrifter
- Telefonen i salgets tjeneste, 1941
- Otto Andersen, Bøger og boghandel : meninger og synspunkter, 2. utgåvan 1944 tillsammans med Aleks. Frøland
- Kundebetjening : en vejledning for boghandelens sælgere, 1953
- (festskrift tillägnad) I bogens ærinde : til Aleks. Frøland på 60-årsdagen 9. oktober 1954, redigeret af Folmer Christensen
- Dansk boghandels historie 1482 til 1945 : med et kapitel om bogen i oldtid og middelalder, 1974
- Huset G.E.C. Gad : 1855-1956, 1976